# هارولد كوينتون
هارولد كوينتون (بالإنجليزية: Harold Quinton)‏ هو شخصية أعمال أمريكي، ولد في 1899 في توبيكا في الولايات المتحدة، وتوفي في 28 أبريل 1969 في سانتا مونيكا في الولايات المتحدة.